# Кюбель
Кюбель (нім. Kübel — чан, цебро, баддя, черпак) — пристрій для переміщення сипких вантажів.

## Опис
Пристрій розвантажується за допомогою будь-якого вантажопідіймального механізму, наприклад вантажопідіймального крана або навантажувача. Розрізняють три види кюбелів: перекидні, що розкриваються, а також кюбелі з розвантаженням через бічні стінки або днище.

## Типи кюбелів
- Кюбелі з розвантаженням через бічні стінки чи днище. Кюбелі цього типу застосовуються для навантаження гравію, піску, землі тощо за допомогою кранів. Перевага їх перед перекидних кюбелів полягає в тому, що вони не так сильно розкидають матеріал при розвантаженні.
- Кюбелі, що розкриваються, роблять ємністю 1 — 3 м³, для спеціального призначення і до 8 м³. Вони складаються з двох напівковшів із закругленим днищем, з'єднаних між собою у верхньому внутрішньому куті шарніром; обертаючись навколо шарніра, обидві половини розкриваються чи закриваються. Під час завантаження та переміщення кюбель підвішений на траверсі. Для розвантаження кюбеля є скоби важелів з'єднані з рухомою траверсою та розвантажувальними канатами. При підйомі останніх скоби важелів захоплюють гаки та розкривають кюбель. Підйомні та розвантажувальні канати намотуються на окремі барабани підйомної лебідки.
- Перекидні кюбелі підвішуються до гака крана за допомогою бугеля; перекидаються вони навколо горизонтальної осі. Центр ваги навантаженого кюбеля вибирається у такому місці, яке дозволило б кюбелю під час переміщення утримуватися у вертикальному положенні клямкою. Коли скидають засувку, кюбель перекидається, і вантаж, що переміщається, з нього випадає.

Так як центр ваги порожнього кюбеля розташований нижче точки перекидання, кюбель після розвантаження автоматично повертається у вертикальне положення. Перекидний кюбель виконують з пологою передньою стінкою. Така форма стінки дозволяє подавати кюбель до укосу штабеля так, що матеріал у нього потрапляє переважно самопливом і лише залишок матеріалу закидається лопатами. Перекидні кюбелі виготовляють ємністю 0,25—3 м³. Застосовуються вони головним чином для завантаження бункерів.